# Lonchorhina
Lonchorhina (Tomes, 1863) è un genere di pipistrelli della famiglia dei Fillostomidi.

## Descrizione

### Dimensioni
Al genere Lonchorhina appartengono pipistrelli di piccole e medie dimensioni, con lunghezza della testa e del corpo tra 51 e 74 mm, la lunghezza dell'avambraccio tra 41 e 59 mm, la lunghezza della coda tra 32 e 69 mm e un peso fino a 19 g.

### Caratteristiche craniche e dentarie
Il cranio presenta una scatola cranica elevata, un rostro corto con una concavità alla sua base tra le orbite. Gli incisivi superiori interni sono larghi, piatti e appuntiti, quelli esterni più piccoli. Gli incisivi inferiori sono piccoli e piatti. I canini sono piccoli, il primo premolare è ridotto.
Sono caratterizzati dalla seguente formula dentaria:

### Aspetto

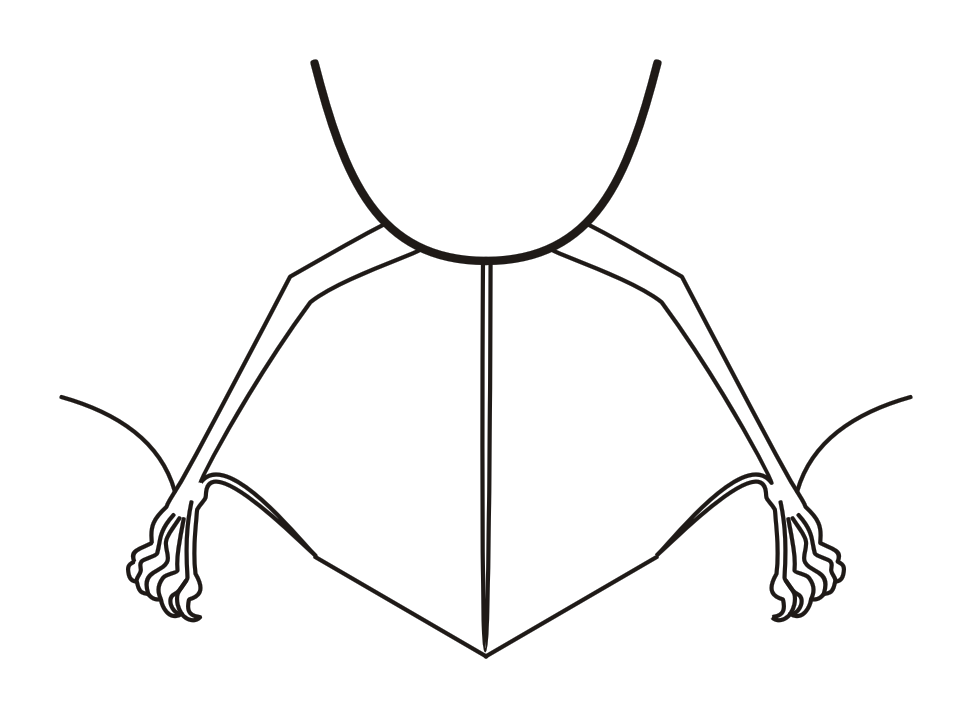
Illustrazione della parte posteriore di Lonchorhina

Il colore generale del corpo è bruno-rossastro chiaro, in alcune specie più chiaro nelle parti ventrali. Il muso è corto ed elevato, con una foglia nasale eccezionalmente lunga e lanceolata, con due fosse circondate da escrescenze carnose alla sua base. Sul labbro inferiore è presente un cuscinetto liscio e carnoso triangolare. Le orecchie sono lunghe, larghe, appuntite e separate. Il trago è lungo circa la metà del padiglione auricolare ed ha due incavi alla base posteriore. Le ali sono attaccate posteriormente sulla caviglia. La coda è lunga ed inclusa completamente nell'ampio uropatagio. Il calcar è lungo circa quanto il piede.

## Distribuzione
Il genere è diffuso in America Centrale e meridionale.

## Tassonomia
Il genere comprende 5 specie.
- Lonchorhina aurita
- Lonchorhina fernandezi
- Lonchorhina inusitata
- Lonchorhina marinkellei
- Lonchorhina orinocensis